# دولت سوم جمهوری اسلامی ایران
دولت سوم جمهوری اسلامی ایران پس از ترور محمدعلی رجایی رئیس‌جمهور و محمدجواد باهنر نخست‌وزیر در انفجار ۸ شهریور ۱۳۶۰، با برگزاری انتخابات ریاست‌جمهوری، سید علی خامنه‌ای رئیس‌جمهور ایران شد و نخست علی‌اکبر ولایتی را به عنوان نخست‌وزیر به مجلس شورای اسلامی معرفی کرد، اما مجلس به ولایتی رأی اعتماد نداد و خامنه‌ای علی‌رغم اختلافاتی که در درون حزب جمهوری اسلامی با میرحسین موسوی داشت، او را به به‌عنوان نخست‌وزیر به مجلس معرفی کرد. موسوی از آن زمان تا سال ۱۳۶۸ و پس از درگذشت سید روح‌الله خمینی، برای ۸ سال (دو دوره ۴ ساله)، نخست‌وزیر ایران بود.
از آنجا که تقریباً همه دوران نخست‌وزیری میرحسین موسوی همزمان با جنگ ایران و عراق بود، عموم از او با عنوان «نخست‌وزیر جنگ» یاد می‌شود. سیاست‌های انقباضی دولت او در آن دوران، که به عقیده خیلی‌ها ناگزیر بود، و به ویژه توزیع کالاهای اساسی با کوپن از جمله ویژگی‌هایی است که دولت موسوی را با آن‌ها می‌شناسند.
اختلاف میان موسوی، که به جناح چپ جمهوری اسلامی تعلق داشت، با خامنه‌ای، که به جناح راست جمهوری اسلامی متعلق بود، در طول دوران هشت ساله همکاری این دو ادامه داشت؛ سید علی خامنه‌ای باتوجه به اختلاف نظرها با نخست‌وزیر و برخی اعضای هیئت دولت در چهارسالهٔ اول ریاست‌جمهوری، مایل نبود برای دومین بار در انتخابات ریاست‌جمهوری شرکت کند، اما پس از آنکه خمینی آن را تکلیف شرعی وی دانست، در انتخابات چهارمین دورهٔ ریاست‌جمهوری نامزد شد اما از خمینی خواست که در انتخاب نخست‌وزیر مختار باشد و او هم پذیرفت. پس از انتخاب مجدد به عنوان رئیس‌جمهور، زمانی که معلوم شد خامنه‌ای درصدد معرفی فرد دیگری برای نخست‌وزیری است، برخی نظامیها نزد امام ابراز کردند که پیشرفت در جبهه‌های جنگ منوط به نخست‌وزیری دوبارهٔ مهندس موسوی است. و خمینی به سیدعلی خامنه‌ای حکم کرد که موسوی را به عنوان نخست‌وزیر معرفی کند. خامنه‌ای به‌رغم نظر مخالف خود، وی را به مجلس معرفی کرد. اما اختلافات ادامه پیدا کرد که حتی یک بار در شهریور ۱۳۶۷ و کمی پس از پایان جنگ ایران و عراق، به استعفای موسوی از نخست‌وزیری انجامید؛ استعفایی که با مخالفت شدید خمینی روبرو و منتفی شد. با همه‌پرسی بازنگری قانون اساسی در سال ۱۳۶۸ مقام نخست‌وزیری از ساختار سیاسی ایران حذف شد؛ بنابراین میرحسین موسوی آخرین نخست‌وزیر ایران بود.

## سایر منصوبان رئیس دولت
| سرپرست نهاد نخست‌وزیری      |  | غلام‌رضا آقازاده    | ۲۰ آبان ۱۳۶۰  | ۱۱ آبان ۱۳۶۴  | جمهوری اسلامی  | [ ۲۷ ] |
| دبیر هیئت دولت             |  | علی کاویانی        | ؟             | مهر ۱۳۶۴      | مستقل          | [ ۴۱ ] |
| سخنگوی دولت                |  | احمد توکلی         | ۲۵ آذر ۱۳۶۰   | ۱۱ مرداد ۱۳۶۲ | جمهوری اسلامی  | [ ۴۲ ] |
| مشاوران نخست‌وزیر           |  |                    |               |               |                |        |
| مشاور اجتماعی              |  | رضاحسین میرزاطاهری | ۱۸ اسفند ۱۳۶۳ | ۲۱ مهر ۱۳۶۴   | جمهوری اسلامی  | [ ۴۰ ] |
| مشاور اقتصادی              |  | علی ماجدی          | ۱۳۶۴          | ۱۳۶۴          | جمهوری اسلامی  |        |
| مشاور امنیتی و اطلاعاتی    |  | محسن کنگرلو        | فروردین ۱۳۶۱  | ۲۱ مهر ۱۳۶۴   | مجاهدین انقلاب |        |
| مشاور بین‌الملل             |  | محسن امین‌زاده      | ۱۳۶۲          | ۲۱ مهر ۱۳۶۴   | مستقل          |        |
| مشاور کارگری               |  | علیرضا محجوب       | ؟             | ۲۱ مهر ۱۳۶۴   | جمهوری اسلامی  |        |
| نمایندگان ویژه نخست‌وزیر    |  |                    |               |               |                |        |
| رابط نخست‌وزیر با ائمه جمعه |  | محمد هندی          | ۲ شهریور ۱۳۶۲ | مهر ۱۳۶۴      | مستقل          | [ ۴۳ ] |

## یادداشت
1. ↑  تا پیش از معرفی علی‌اکبر ولایتی به مجلس، نخست‌وزیر شخصاً ادارهٔ وزارت‌خانه را بر عهده داشت.[۱۲]
2. ↑  «وزارت دفاع ملی» در خرداد ۱۳۶۳ به «وزارت دفاع» تغییر نام پیدا کرد.[۱۷]
3. ↑  محمدرضا رحیمی به عنوان قائم‌مقام، سرپرستی وزارت‌خانه را برعهده داشت.
4. ↑  به دنبال تأسیس وزارت جهاد سازندگی در سال ۱۳۶۲، وظایف عمران روستایی از وزارت کشاورزی منفک شده و نام وزارت‌خانه، «کشاورزی» شد.
5. ↑  یکی از معاونان وزارت‌خانه به نام سید حسن طباطبایی به عنوان سرپرست فعالیت کرد.[۲۰]
6. ↑  محمد مروت در ۲۲ شهریور به عنوان قائم‌مقام نخست‌وزیر در وزارت‌خانه منصوب شد.[۱۲]